# Хопёрско-Бузулукская равнина
Хопёрско-Бузулукска́я равни́на — ледниково-эрозионная равнина, южное окончание Окско-Донской равнины. Расположена между Калачской и Приволжской возвышенностями (согласно другим источникам — между Калачской возвышенностью и Медведицкими ярами). Равнина возникла на месте древних плиоценовых рек, Ергень-реки и Палео-Дона, выработавших обширную пониженную форму рельефа. Доледниковый рельеф был нивелирован плейстоценовым ледником, который отложил морену мощностью до 50 м, в послеледниковое время прорезанную оврагами и балками. Современный рельеф равнины характеризуется слабой расчлененностью и мягкостью форм. Высоты междуречий колеблются в пределах 120—170 м над уровнем моря и постепенно снижаются с севера на юг. Преобладают плоские, обширные водоразделы, чередующиеся с широкими и неглубокими долинами рек.
Поверхность равнины покрыта четвертичными ледниковыми и водно-ледниковыми отложениями. На междуречье Хопра и Медведицы, в их нижнем течении, имеется Кумылженский песчаный массив.
Климат умеренный континентальный. Средняя температура января на юге района — 10°, на севере — 11°. Средняя июльская 22-23°. Абсолютный минимум — минус 39°, максимум +43° (город Новоаннинский). Годовое количество осадков 350—450 мм, испаряемость 600—700 мм. Сумма активных температур 2000-3000°, высота снежного покрова 30 см, коэффициент увлажнения 0,7-0,6. Почвы Хоперско-Бузулукской равнины представлены обыкновенными чернозёмами (в правобережной части реки Бузулук) и южными черноземами (на левобережье). По долинам рек развиты пойменные почвы. В почвенно-климатическом отношении этот район благоприятен для сельскохозяйственного производства.